# Campeonato Europeu Júnior de Natação de 1989
O Campeonato Europeu Júnior de Natação de 1989 foi a 16ª edição do evento organizado pela Liga Europeia de Natação (LEN). A competição foi realizada entre os dias 28 e 30 de julho de 1989 em Leeds no Reino Unido. Essa edição ocorreu temporariamente a suspensão da prova dos 50 m nado livre, retornando em 1999. Teve como destaque a Alemanha Oriental com 17 medalhas de ouro.

## Participantes
A partir dessa edição houve mudanças em relação as provas. A prova de natação não houve mudanças. Já a prova dos saltos ornamentais foi dividido em duois grupos etários, ficando da seguinte forma.
- Natação: Feminino de 14 a 15 anos (1975 e 1974) e masculino de 16 a 17 anos (1973 e 1972).
- Saltos Ornamentais: Grupo A é composto por saltadores de 16, 17  e 18 anos (1973, 1972 e 1971), tanto masculino quanto feminino. Grupo B é composto por saltadores de 14 a 15 anos (1975 e 1974), tanto masculino quanto feminino.

## Medalhistas

### Natação
Os resultados foram os seguintes. 
Masculino
| Evento          | Ouro                                  | Ouro     | Prata                                 | Prata    | Bronze                                | Bronze   |
| 100 m Livre     | União Soviética · Raimundas Mažuolis  | 50.41    | União Soviética · Indrek Sei          | 52.29    | Reino Unido · Austin Shortman         | 52.43    |
| 200 m Livre     | Alemanha Ocidental · Christian Keller | 1:51.48  | Alemanha Oriental · Sebastian Wiese   | 1:52.67  | União Soviética · Andrej Romanov      | 1:52.74  |
| 400 m Livre     | Alemanha Oriental · Sebastian Wiese   | 3:56.78  | Alemanha Oriental · Torsten Wilhelm   | 3:56.82  | União Soviética · Aleksei Kudriavtsev | 3:57.90  |
| 1500 m Livre    | Alemanha Ocidental · Sebastian Wiese  | 15:29.13 | Alemanha Oriental · Torsten Wilhelm   | 15:37.28 | União Soviética · Aleksei Kudriavtsev | 15:38.61 |
| 100 m Costas    | Alemanha Oriental · Ralf Braun        | 59.05    | União Soviética · Sergei Grishaev     | 59.36    | União Soviética · Dimitri Kharitonov  | 59.41    |
| 200 m Costas    | Alemanha Oriental · Ralf Braun        | 2:04.78  | Itália · Emanuele Merisi              | 2:04.93  | Reino Unido · Ian Clayton             | 2:06.18  |
| 100 m Peito     | Itália · Francesco Postiglione        | 1:05.03  | Reino Unido · Ian Mckenzie            | 1:05.47  | Hungria · Norbert Rósza               | 1:05.61  |
| 200 m Peito     | Itália · Francesco Postiglione        | 2:21.97  | Reino Unido · Richard Maden           | 2:22.03  | Alemanha Ocidental · Thomas Gluck     | 2:23.05  |
| 100 m Borboleta | União Soviética · Dimitri Kurdinov    | 56.08    | Alemanha Ocidental · Christian Keller | 56.57    | Iugoslávia · Miloš Milošević          | 56.63    |
| 200 m Borboleta | União Soviética · Dimitri Kurdinov    | 2:03.19  | Espanha · Javier Aguilar              | 2:04.11  | Alemanha Ocidental · Christian Keller | 2:04.55  |
| 200 m Medley    | Alemanha Ocidental · Christian Keller | 2:07.05  | Alemanha Oriental · Ralf Domschke     | 2:08.38  | União Soviética · Igor Fedoseev       | 2:09.13  |
| 400 m Medley    | Alemanha Oriental · Ralf Domschke     | 4:33.02  | Polónia · Marcin Maliński             | 4:33.36  | Suécia · Henrik Cleverdal             | 4:33.47  |
| 4x100 m Livre   | União Soviética                       | 3:25.42  | Reino Unido                           | 3:29.12  | Alemanha Ocidental                    | 3:29.34  |
| 4x200 m Livre   | União Soviética                       | 7:33.91  | Alemanha Ocidental                    | 7:38.26  | Alemanha Oriental                     | 7:39.82  |
| 4x100 m Medley  | União Soviética                       | 3:50.21  | Alemanha Ocidental                    | 3:54.01  | Itália                                | 3:55.04  |

Feminino
| Evento          | Ouro                               | Ouro    | Prata                              | Prata   | Bronze                               | Bronze  |
| 100 m Livre     | Alemanha Oriental · Sandra Henke   | 57.65   | Alemanha Oriental · Simone Hellmer | 57.84   | Alemanha Ocidental · Annette Hadding | 58.46   |
| 200 m Livre     | Alemanha Oriental · Sandra Gutsche | 2:02.65 | Alemanha Oriental · Simone Hellmer | 2:02.98 | Roménia · Beatrice Coada             | 2:04.55 |
| 400 m Livre     | Alemanha Oriental · Sandra Gutsche | 4:15.52 | Alemanha Oriental · Carola Kynast  | 4:17.74 | Tchecoslováquia · Olga Splichalova   | 4:18.13 |
| 800 m Livre     | Alemanha Oriental · Carola Kynast  | 8:46.63 | Tchecoslováquia · Olga Šplíchalová | 8:48.51 | Hungria · Eva Berslanovitz           | 8:49.47 |
| 100 m Costas    | Hungria · Krisztina Egerszegi      | 1:02.24 | Hungria · Tünde Szabó              | 1:02.81 | Alemanha Oriental · Sandra Henke     | 1:03.18 |
| 200 m Costas    | Hungria · Krisztina Egerszegi      | 2:10.69 | Hungria · Tünde Szabó              | 2:14.99 | Alemanha Oriental · Susanne Krause   | 2:15.87 |
| 100 m Peito     | União Soviética · Iulia Landyk     | 1:10.88 | Alemanha Oriental · Jana Dörries   | 1:11.38 | Alemanha Ocidental · Alexandra Hanel | 1:11.52 |
| 200 m Peito     | União Soviética · Martina Tarasova | 2:32.69 | Bélgica · Nancy Goossens           | 2:33.20 | Alemanha Ocidental · Alexandra Hanel | 2:34.19 |
| 100 m Borboleta | Alemanha Oriental · Peggy Conrad   | 1:02.89 | Países Baixos · Anja De Hoop       | 1:03.64 | Roménia · Diana Ureche               | 1:03.77 |
| 200 m Borboleta | Alemanha Oriental · Peggy Conrad   | 2:12.19 | Hungria · Krisztina Egerszegi      | 2:13.24 | Itália · Myriam Amadori              | 2:15.80 |
| 200 m Medley    | Hungria · Krisztina Egerszegi      | 2:16.03 | Alemanha Oriental · Sabine Herbst  | 2:20.02 | Alemanha Ocidental · Alexandra Hanel | 2:20.51 |
| 400 m Medley    | Hungria · Krisztina Egerszegi      | 4:45.52 | Alemanha Oriental · Sabine Herbst  | 4:53.85 | Alemanha Oriental · Jana Rodehau     | 4:54.76 |
| 4x100 m Livre   | Alemanha Oriental                  | 3:51.13 | Alemanha Ocidental                 | 3:56.21 | Itália                               | 3:56.26 |
| 4x200 m Livre   | Alemanha Oriental                  | 8:19.38 | Hungria                            | 8:22.70 | Tchecoslováquia                      | 8:29.41 |
| 4x100 m Medley  | Alemanha Oriental                  | 4:16.36 | Alemanha Ocidental                 | 4:18.02 | Hungria                              | 4:18.30 |

### Saltos ornamentais

#### Grupo A
Masculino
| Evento                     | Ouro                           | Ouro   | Prata                             | Prata  | Bronze                         | Bronze |
| Trampolim 3 m individual   | União Soviética · Semeniuk     | 596.70 | Alemanha Oriental · Michael Kühne | 572.95 | Alemanha Oriental · Jan Hempel | 555.95 |
| Plataforma 10 m individual | Alemanha Oriental · Jan Hempel | 631.75 | Alemanha Oriental · Michael Kühne | 601.60 | Espanha · Alvarez              | 601.25 |

Feminino
| Evento                     | Ouro                           | Ouro   | Prata                           | Prata  | Bronze                              | Bronze |
| Trampolim 3 m individual   | Alemanha Oriental · Ute Wetzig | 48.,70 | União Soviética · Elena Ivanova | 453.45 | Alemanha Oriental · Claudia Bockner | 431.25 |
| Plataforma 10 m individual | União Soviética · Biriukova    | 382.30 | Alemanha Oriental · Ute Wetzig  | 389.20 | Roménia · Ioana Voicu               | 365.70 |

#### Grupo B
Masculino
| Evento                     | Ouro                           | Ouro   | Prata                            | Prata  | Bronze                              | Bronze |
| Trampolim 3 m individual   | União Soviética · Sergei Zotin | 481.85 | Alemanha Oriental · Andreas Wels | 341.45 | Alemanha Oriental · Marco Thrandorf | 331.05 |
| Plataforma 10 m individual | Reino Unido · Byford           | 287.05 | Alemanha Oriental · Andreas Wels | 275.30 | União Soviética · Sergei Zotin      | 266.10 |

Feminino
| Evento                     | Ouro                                 | Ouro   | Prata                                | Prata  | Bronze               | Bronze |
| Trampolim 3 m individual   | Alemanha Oriental · Conny Schmalfuss | 335.00 | Alemanha Oriental · Dörte Lindner    | 328.35 | Reino Unido · Hughes | 296.75 |
| Plataforma 10 m individual | Alemanha Oriental · Dörte Lindner    | 266.30 | Alemanha Oriental · Conny Schmalfuss | 251.75 | Reino Unido · Allen  | 242.80 |

## Quadro de medalhas
| Ordem | País               | Medalha de ouro | Medalha de prata | Medalha de bronze | Total |
| ----- | ------------------ | --------------- | ---------------- | ----------------- | ----- |
| 1     | Alemanha Oriental  | 17              | 17               | 7                 | 41    |
| 2     | União Soviética    | 11              | 3                | 6                 | 20    |
| 3     | Hungria            | 4               | 4                | 3                 | 11    |
| 4     | Alemanha Ocidental | 3               | 6                | 7                 | 16    |
| 5     | Itália             | 2               | 1                | 3                 | 6     |
| 6     | Reino Unido        | 1               | 3                | 4                 | 8     |
| 7     | Tchecoslováquia    | 0               | 1                | 2                 | 3     |
| 8     | Espanha            | 0               | 1                | 1                 | 2     |
| 9     | Países Baixos      | 0               | 1                | 0                 | 1     |
| 9     | Polónia            | 0               | 1                | 0                 | 1     |
| 11    | Roménia            | 0               | 0                | 3                 | 3     |
| 12    | Iugoslávia         | 0               | 0                | 1                 | 1     |
| 12    | Suécia             | 0               | 0                | 1                 | 1     |
| Total | Total              | 38              | 38               | 38                | 114   |